# Nikołaj Penczew

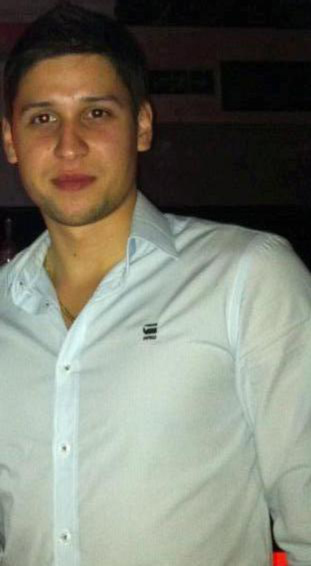
Nikołaj Penczew

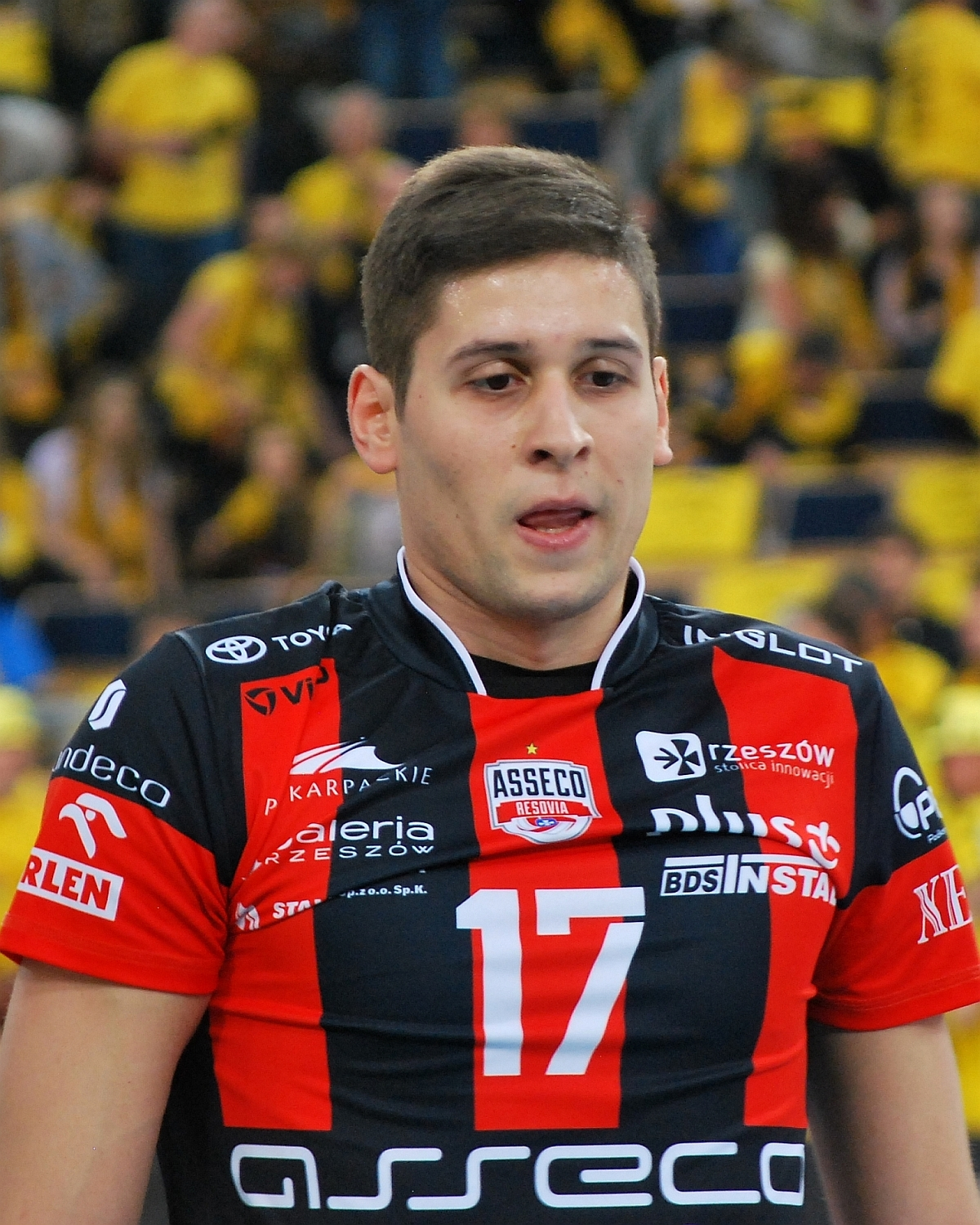
Nikołaj Penczew zawodnikiem Asseco Resovii Rzeszów

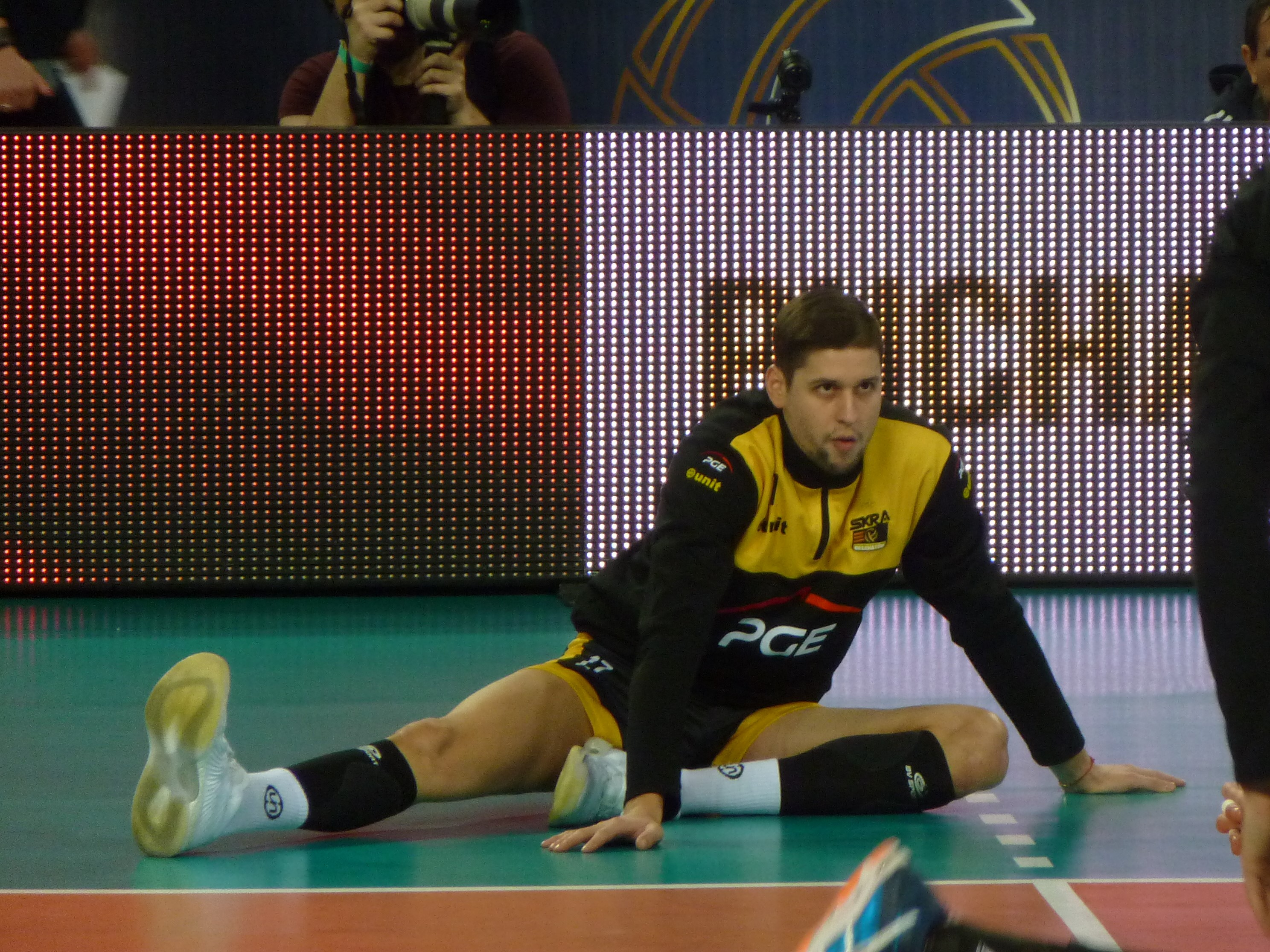
Nikołaj Penczew zawodnikiem PGE Skry Bełchatów

Nikołaj Penczew (ur. 22 maja 1992 w Płowdiwie) – bułgarski siatkarz, grający na pozycji przyjmującego. Reprezentant Bułgarii.
W sezonie 2011/2012 Penczew po raz pierwszy w swojej karierze zbierał siatkarskie szlify poza granicami Bułgarii. Występując we włoskiej Serie A, rywalizował z najlepszymi siatkarzami w Europie. Grał też, choć nie w podstawowym składzie Bułgarów na Igrzyskach Olimpijskich w Londynie.
Ma trzech braci. Starszego Czawdara (ur. 1987) – który trenował piłkę nożną oraz młodszych Czona i Rozalina, którzy są bliźniakami (ur. 11.12.1994) i również uprawiają zawodowo siatkówkę. Rozalin gra na pozycji atakującego lub przyjmującego, a Czono rozgrywającego.

## Przebieg kariery
| 2005–2010                 | Victoria volley Płowdiw    |
| 2010–2011                 | Pirin Balkanstroj Razłog   |
| 2011–2012                 | Copra Elior Piacenza       |
| 2012–2013                 | Effector Kielce            |
| 2013–2016                 | Asseco Resovia Rzeszów     |
| 2016–2018                 | PGE Skra Bełchatów         |
| 2018 (do 06.12.2018)      | Stocznia Szczecin          |
| 2018–2019 (od 09.12.2018) | Onico Warszawa             |
| 2019–2020                 | Aluron Virtu CMC Zawiercie |
| 2020–2021 (do 26.02.2021) | Cuprum Lubin               |
| 2021–2022 (do 12.01.2022) | Stal Nysa                  |
| 2022 (od 13.01.2022)      | AS Cannes VB               |
| 2022–2023                 | Epicentr-Podolany Horodok  |
| 2023–                     | Fenerbahçe Stambuł         |

## Sukcesy klubowe
Liga bułgarska:
- 2011

Superpuchar Polski:
- 2013, 2017

Liga polska:
- 2015, 2018
- 2014, 2016, 2017, 2019

Liga Mistrzów:
- 2015

Puchar Ligi Ukraińskiej:
- 2022[5]

Liga ukraińska:
- 2023[6]

Liga turecka:
- 2024[7]

## Sukcesy reprezentacyjne
Mistrzostwa Europy Juniorów:
- 2010

Memoriał Huberta Jerzego Wagnera:
- 2016
- 2014

## Nagrody indywidualne
- 2010: Najlepszy przyjmujący Mistrzostw Europy Juniorów